# Ancylistes gibbicollis
Ancylistes gibbicollis är en skalbaggsart som beskrevs av Leon Fairmaire 1897. Ancylistes gibbicollis ingår i släktet Ancylistes och familjen långhorningar.
Artens utbredningsområde är Madagaskar. Inga underarter finns listade i Catalogue of Life.